# Tixotropía

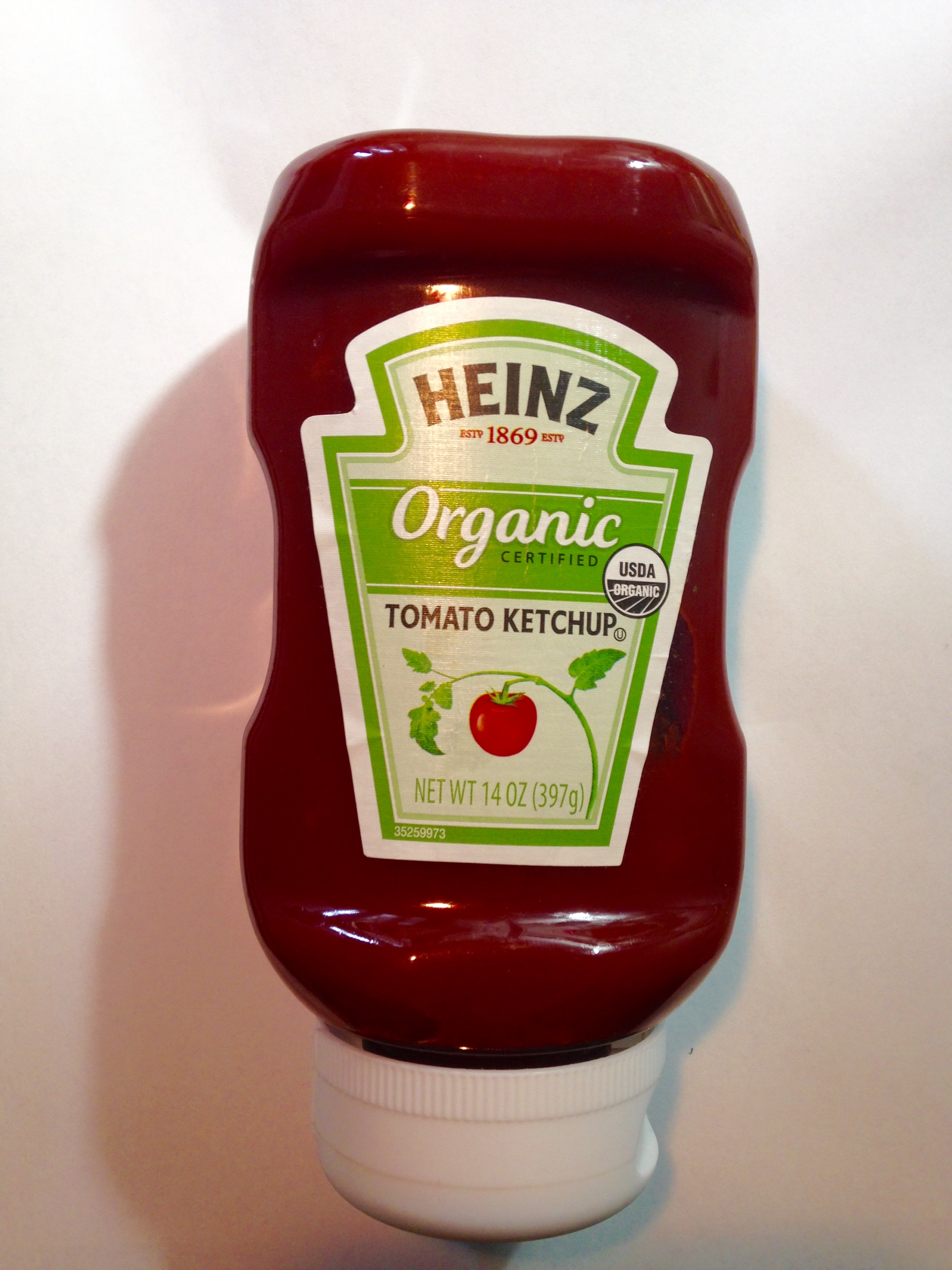
La salsa de tomate ketchup es un ejemplo clásico de un material tixotrópico.

Tixotropía es la propiedad de algunos fluidos no newtonianos que muestran un cambio de su viscosidad en relación con la presión aplicada; cuanta más presión se someta el fluido a esfuerzos de cizalla, más disminuye su viscosidad. Un fluido tixotrópico es un fluido que tarda un tiempo finito en alcanzar una viscosidad de equilibrio cuando hay un cambio instantáneo en el ritmo de cizalla.
Sin embargo no existe una definición universal; el término a veces se aplica a los fluidos pseudoplásticos que no muestran una relación viscosidad/tiempo. Es importante tener en cuenta la diferencia entre un fluido tixotrópico y otro pseudoplástico. El primero muestra una disminución de la viscosidad a lo largo del tiempo a una velocidad de corte constante, mientras que el último muestra esta disminución al aumentar la velocidad de corte. A los fluidos que exhiben la propiedad opuesta, en la que la agitación a lo largo del tiempo provoca la solidificación, se les llama reopécticos, a veces anti-tixotrópicos, y son mucho menos comunes.

## Ejemplos y aplicaciones
Algunos geles y coloides se consideran materiales tixotrópicos, pues muestran una forma estable en reposo y se tornan fluidos al ser agitados. Variedades modernas de recubrimientos alcalinos, de látex y pinturas son materiales por lo general tixotrópicos que no caen de la brocha del pintor pero se pueden aplicar fácil y uniformemente pues el gel se licúa cuando se aplica. La salsa de tomate, los yogures y las arcillas son frecuentemente tixotrópicos.
Otra de las aplicaciones se encuentra en el área de la salud, especialmente en los tubos para análisis de muestras en donde el objetivo es separar los componentes celulares de la sangre y el suero, dejando como barrera un gel de estas características, siendo separados por gradientes de densidad.